# Вайнтрауб Лев Акимович
Лев Аки́мович (Акивович) Вайнтра́уб (нар. 15 квітня 1912, Бердичів — 8 березня 1985, Київ) — український піаніст, музичний педагог, професор Київської консерваторії. Винахідник у галузі фортепіанної механіки.

## Життєпис
Народився у сім'ї службовця. Початкову освіту отримував у сім'ї. У 13-річному віці поступив до Київської консерваторії, яку закінчив у 1929 році (клас фортепіано Арнольда Янкелевича і Констянтина Михайлова).
З березня 1930 до вересня 1933 — конструктор, заступник механіка цеху Київської кондитерської фабрики ім. К. Маркса.
1934—1936 — закінчив аспірантуру при Київській та Московській консерваторіях (керівники К. М. Михайлов та К. М. Ігумнов).
1934—1941 — соліст Українського гастрольбюро.
1936—1985 — викладач Київської консерваторії (з 1944 — доцент, з 1963 — професор, 1963—1965; 1976—1980 — завідувач кафедри).
1941—1943 — працював в евакуації в Башкирії (Уфа). 1943 — доцент консерваторії в Свердловську.
Кандидат мистецтвознавства (1969). Захистив кандидатську дисертацію на тему «Нова фортепіанна педаль і її можливості».
Лауреат II Всесоюзного конкурсу виконавців (м. Ленінград, II премія)., на якому отримав приз — салонний рояль Блютнер.
За понад 50 років викладання виховав більше 70 учнів-піаністів. Серед них — Вікторія Гончаренко, Юрій Кот, Ігор Зубенко, Софія Добржанська, Петро Пашков.

## Винаходи
- Пристрій для передачі коливань вібраторам, наприклад струнам музичного інструменту — Авторське свідоцтво № 43256 від 31 травня 1935
- Клавішний музичний інструмент — Авторське свідоцтво № 69891 від 17 травня 1947
- Пристрій для вибіркового управління глушителями фортепіано — Авторське свідоцтво № 93675 від 20 травня 1952
- Пристрій для вибіркового управління глушителями фортепіано — Авторське свідоцтво № 220740 від 3 квітня 1968

Винахід вибіркового управління глушителем був високо оцінений Д. Шостаковичем, який у листі від 20 липня 1952 писав:
|  | Під час мого перебування в Києві мені вдалося ознайомитися з винаходом Л. А. Вайнтрауба. Винахід полягає в тому, що Л. А. Вайнтраубу вдалося, шляхом простого пристосування, добитися того, що на роялі можна, не користуючись правою педаллю, затримувати окремі звуки та цілі акорди. При цьому піаніст користується лише двома педалями, на відміну від деяких інструментів Стенвей, де для цього додано третю педаль. На роялі Вайнтрауба можна затримати звуки басового регістру, не затримуючи одночасно середніх і верхніх голосів. Винахід Л. А. Вайнтрауба лишає далеко позаду систему Стенвей, яку використовувати важко і непрактично. Крім того, навчитися користуватися системою Вайнтрауба легко. Для цього слід попрактикуватися буквально 2-3 години. Художній ефект дуже важливий: зникає бруд із творів, в яких зустрічаються тривалі органні пункти, при неможливості утримувати такі, через зайнятість обох рук, напр.: Органні прелюдії та фуги Баха, Ля-бемоль мажорна прелюдія Шопена, «Похоронна хода» Ф. Ліста, Соната сі-бемоль мінор Глазунова. Цей список можна продовжити до нескінченності. Крім того, винахід Л. А. Вайнтрауба відкриває перспективи і для створення нових музичних творів. Я вважаю, що винахід Л.А.Вайнтрауба необхідно відповідним чином оформити і якомога швидше розпочати серійний випуск роялів з його системою. |